# Lasioglossum mystron
Lasioglossum mystron är en biart som beskrevs av Hinojosa-díaz 2003. Lasioglossum mystron ingår i släktet smalbin, och familjen vägbin. Inga underarter finns listade i Catalogue of Life.